# Carlos Ortega Carvajal
Carlos Alfonso Ortega Carvajal (San Cristóbal, Venezuela, 14 de septiembre de 1945) es un sindicalista y político venezolano.

## Primera época
De origen muy humilde hijo de padre colombiano y madre venezolana, perteneciente a una familia numerosa, nació en San Cristóbal (Estado Táchira); trasladándose desde muy niño a la población de Punto Fijo (Estado Falcón), lugar en el cual su padre se dedicó a la sastrería. Ortega, se inició posteriormente como empleado contratado de Petróleos de Venezuela, empresa donde fungió como sindicalista y representante del partido de gobierno de ese entonces, Acción Democrática (AD). 
Como sindicalista de bajo perfil, hasta 1994, fecha en la que fue escogido para ser el representante del sindicato petrolero Fedepetrol, convirtiéndose más tarde, entre los años 2002-2003, en un opositor del gobierno presidido por Hugo Chávez.

## Presidente del sindicato CTV
En 2001, Ortega fue elegido líder de la Confederación de Trabajadores de Venezuela (CTV), el sindicato más importante de Venezuela, con un 64,06 % de los votos, disputando dicha representación con el dirigente político oficialista y educador Aristóbulo Istúriz.
Su elección se hizo mediante unos comicios polémicos cuya finalidad fue la de democratizar el liderazgo de la CTV, en manos del liderazgo adeco-copeyano, que se alternó durante mucho tiempo la representación del organismo sindical, habiéndose implicado en diversos casos de corrupción conocidos por la opinión pública.
Los resultados fueron disputados y el Tribunal Supremo venezolano que se inmiscuyo en el resultado de Ortega como ganador. Sin embargo, el gobierno no reconoció a Carlos Ortega como legítimo representante de los trabajadores. Cuando él asumió la presidencia de la CTV, desde esa plataforma realizó una campaña de abierta oposición contra el gobierno de Hugo Chávez, exigiendo su renuncia en reiteradas ocasiones. Su lucha se volcó en seguir dirigiendo marchas contra la administración de Chávez y secundando la huelga general de diciembre de 2001 impulsadas desde Fedecámaras, principal asociación gremial empresarial de Venezuela.

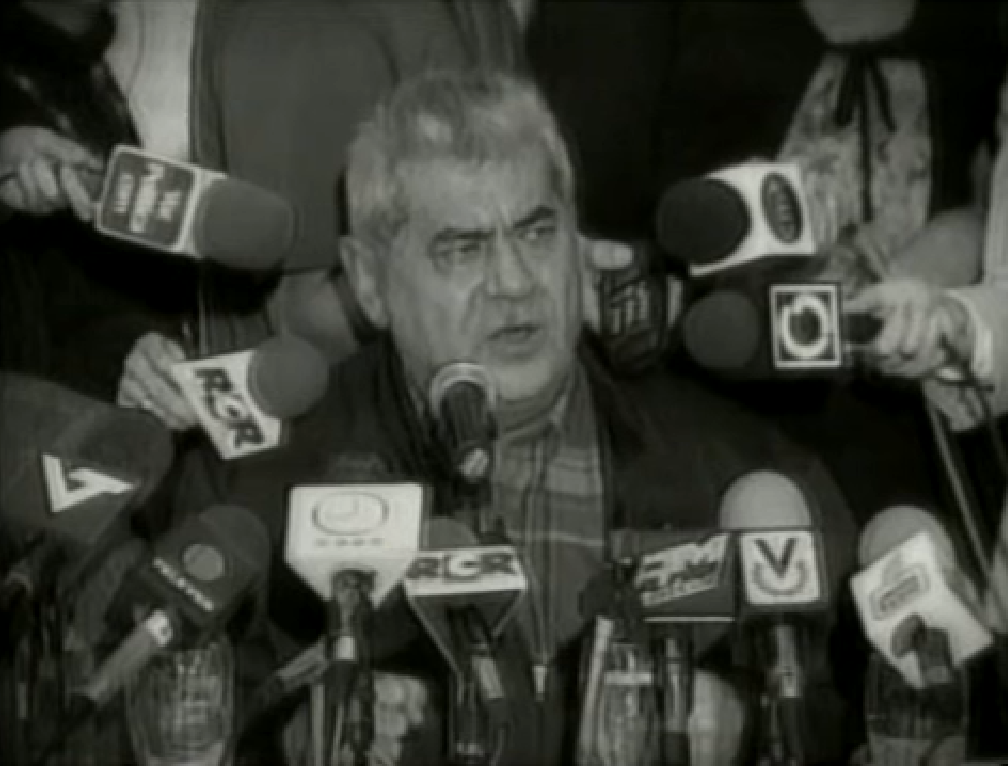
Carlos Ortega hablando a los medios.

El 11 de abril de 2002 lidera una gran marcha de la oposición que termina en un enfrentamiento entre civiles y Guardia Nacional y golpe de Estado al presidente Chávez. Esa tarde, Ortega se retira de la marcha al ser advertido de la existencia de francotiradores y se refugia en la sede de la CTV, donde se reúne con la periodista Marta Colomina. En la noche se reúne con Pedro Carmona en una entrevista en el canal de televisión Venevisión. Al día siguiente, después de reunirse con Carmona antes de su investidura presidencial, viaja al estado Falcón a visitar a su madre, por lo cual no se presenta al juramento presidencial.

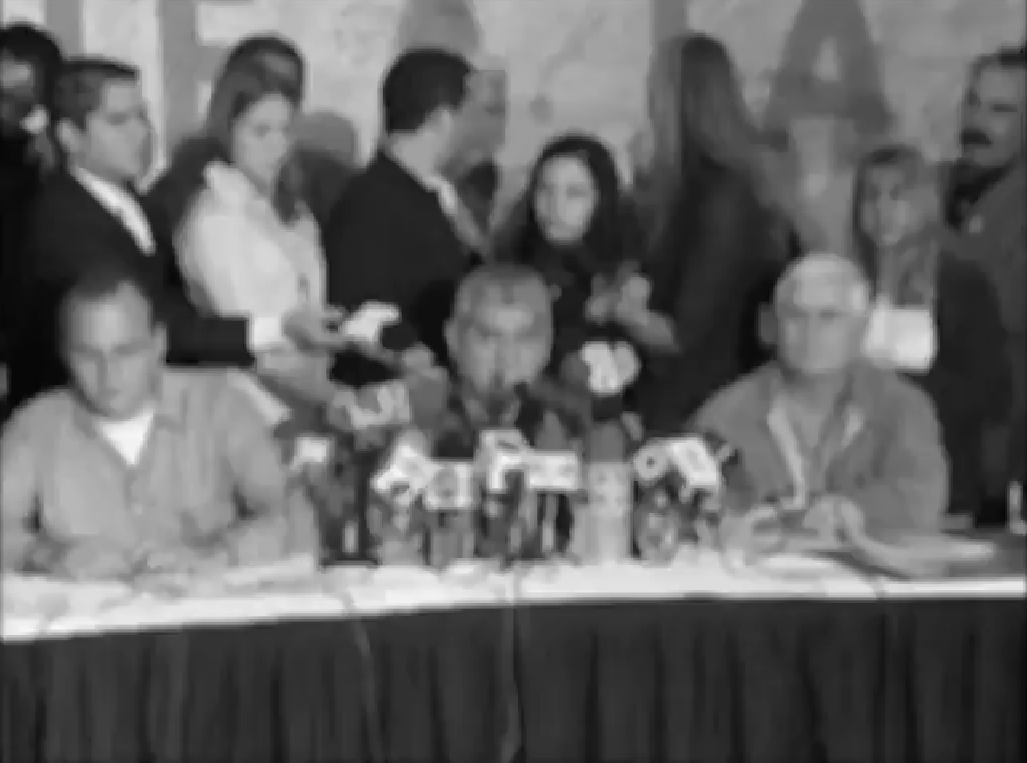
Carlos Ortega Carvajal junto a Carlos Fernández Pérez en una rueda de prensa.

Tras estos de hechos, prosiguió su lucha contra Chávez, secundó el Paro general en Venezuela de 2002-2003, promovido por el empresariado aglutinado en el mencionado Fedecámaras. Tras volver a fracasar sus objetivos del paro en presionar para hacer renunciar a Chávez, fue acusado de «conspiración, rebelión, traición», entre otros delitos.

## Clandestinidad, detención y exilio
Se retiró a la clandestinidad, en marzo de 2003 solicitó asilo político en la embajada de Costa Rica en Caracas, obteniéndolo, pero fue expulsado de aquel país por violar las reglas de asilo. Volvió clandestino a Venezuela en julio de 2004 aprovechando las elecciones del referéndum revocatorio, hasta que el 28 de febrero de 2005, fue detenido en Caracas, a las acusaciones en su contra se sumó la de porte de documentación e identidad falsa.
El 14 de diciembre de 2005, fue encontrado culpable y condenado a 16 años de prisión, que cumplió en la cárcel militar de Ramo Verde ubicado en la ciudad de Los Teques (estado Miranda), hasta el 13 de agosto de 2006, cuando escapó junto con los hermanos (Cnel.) Darío Farías, (Cnel.) Jesús Farías y el capitán Rafael Ángel Farías, volviendo a la clandestinidad. El 2 de septiembre de 2007, reapareció públicamente en Lima, Perú, cuyo gobierno le concedió asilo por razones humanitarias. En 2020 fue uno de los firmantes de la Carta de Madrid.